# Flomena Chepchirchir
Flomena Chepchirchir (1 december 1981) is een Keniaanse langeafstandsloopster, die gespecialiseerd is in de halve marathon.

## Loopbaan
Chepchirchir geniet in Nederland met name bekendheid wegens podiumplaatsen bij grote wegwedstrijden. Zo werd ze in 2008 tweede in de Parelloop en in 2013 en 2014 tweede bij de halve marathon van Egmond. Ook won ze de halve marathon bij de Drenthe Marathon (2007) en de halve marathon van Utrecht (2007 en 2008).
Sinds 2011 komt Chepchirchir ook uit op de hele marathon. Ze won er twee, namelijk Seoel (2013) en Macau (2014). Haar snelste tijd van 2:13.00 liep ze bij de marathon van Frankfurt in 2013.
Eind januari 2015 werd bekendgemaakt, dat Chepchirchir zes maanden was geschorst wegens het gebruik van prestatiebevorderende middelen.

## Persoonlijke records
| Onderdeel      | Prestatie | Datum             | Plaats    |
| -------------- | --------- | ----------------- | --------- |
| 10 km          | 31.49     | 22 september 2013 | Zaandam   |
| 15 km          | 48.08     | 22 september 2013 | Zaandam   |
| 20 km          | 1:05.27   | 13 maart 2011     | Den Haag  |
| halve marathon | 1:08.06   | 1 september 2012  | Lille     |
| 25 km          | 1:23.22   | 8 mei 2011        | Berlijn   |
| 30 km          | 1:40.16   | 30 september 2012 | Berlijn   |
| marathon       | 2:23.00   | 27 oktober 2013   | Frankfurt |

## Palmares

### 10 km
- 2002:  Cursa Bombers
- 2003:  Lidingöloppet - 35.32
- 2006:  Zwitserloot Dakrun - 32.43
- 2006:  Stadsloop Appingedam - 33.36
- 2007:  Hilversum City Run - 32.34
- 2007:  Goudse Nationale Singelloop - 32.36
- 2007:  Vrieling Hardenberg City-run - 36.47
- 2007:  Zwitserloot Dakrun - 33.42
- 2008:  Parelloop - 33.01
- 2008:  Zwitserloot Dakrun - 32.57
- 2008:  Goudse Nationale Singelloop - 34.28
- 2014: 5e Stadsloop Appingedam - 35.18

### 15 km
- 2006:  Maastrichts Mooiste - 52.29
- 2006:  Posbankloop - 52.38

### 10 Eng. mijl
- 2007: 4e Dam tot Damloop - 54.22
- 2008: 10e Dam tot Damloop - 57.06
- 2013:  Dam tot Damloop - 51.33

### halve marathon
- 2002:  halve marathon van Saragossa
- 2003:  halve marathon van Saragossa
- 2006: 4e Great Scottish Run - 1:11.30
- 2006:  halve marathon van Drenthe - 1:14.20
- 2006:  Bredase Singelloop - 1:14.22
- 2007:  Venloop - 1:14.11
- 2007:  Drechtstedenloop - 1:15.27
- 2007:  halve marathon van Utrecht - 1:10.44
- 2008:  Venloop - 1:11.24
- 2008:  halve marathon van Utrecht - 1:15.56
- 2008:  halve marathon van Zwolle - 1:12.42
- 2008: 4e Great Scottish Run - 1:12.24
- 2008:  halve marthon van Yamaguchi - 1:09.06
- 2011:  halve marathon van Egmond - 1:13.10
- 2011:  City-Pier-City Loop - 1:09.06
- 2011:  Great Scottish Run - 1:09.29
- 2011:  halve marathon van Zwolle - 1:08.22
- 2011:  halve marathon van Rabat - 1:09.26
- 2011:  halve marathon van Klagenfurt - 1:11.53
- 2012: 4e halve marathon van Egmond - 1:11.48
- 2012:  halve marathon van Lille (Rijsel) - 1:08.06
- 2013:  halve marathon van Egmond - 1:10.56
- 2013:  halve marathon van Zwolle - 1:11.23
- 2014:  halve marathon van Egmond - 1:12.32
- 2014:  halve marathon van Lissabon - 1:08.51
- 2015: 10e halve marathon van Egmond - 1:18.22
- 2017:  halve marathon van Zwolle - 1:10.38
- 2018: 6e halve marathon van Praag - 1:09.52

### 25 km
- 2007:  25 km van Berlijn - 1:25.38
- 2011:  25 km van Berlijn - 1:23.22

### marathon
- 2011:  marathon van Frankfurt - 2:24.21
- 2012: 4e marathon van Berlijn - 2:24.56
- 2012:  marathon van Praag - 2:26.50
- 2013:  marathon van Seoel - 2:25.43
- 2013:  marathon van Frankfurt - 2:23.00
- 2014: 10e marathon van Praag - 2:40.20
- 2014:  marathon van Macau - 2:33.24